# Crotalaria concinna
Crotalaria concinna är en ärtväxtart som beskrevs av Roger Marcus Polhill. Crotalaria concinna ingår i släktet sunnhampor, och familjen ärtväxter. Inga underarter finns listade i Catalogue of Life.